# Mine de Copperopolis
 (mars 2025).
La mine de Copperopolis ou mine de Calaveras est une mine à ciel ouvert d'amiante située en Californie près de la ville de Copperopolis, exploitée par la société Calaveras Asbestos Ltd.